# Chorinus
Chorinus is een geslacht van kreeftachtigen uit de klasse van de Malacostraca (hogere kreeftachtigen).

## Soorten
- Chorinus armatus Randall, 1840
- Chorinus heros (Herbst, 1790)